# ديمون ألين
ديمون ألين (بالإنجليزية: Damon Allen)‏ هو لاعب كرة قدم أمريكية ولاعب كرة القدم الكندية أمريكي، ولد في 29 يوليو 1963 في سان دييغو في الولايات المتحدة.

## وصلات خارجية
- الموقع الرسمي